# 拉绍迪米略
拉紹迪米略（法語：La Chaux-du-Milieu，法語發音：[la ʃo dy miljø]）是瑞士納沙泰爾州的一个市镇。该市镇面積17.28平方公里，海拔高度1,081米，截至2018年12月31日总人口为492人。